# Терра, Антони
Антони́ Терра́ (фр. Anthony Terras; 21 июня 1985 года, Марсель) — французский стрелок, выступающий в дисциплине скит, призёр Олимпийских игр и чемпионатов мира.

## Биография
Заниматься спортивной стрельбой Антони Терра начал в 1999 году, а спустя год стал чемпионом Европы среди юниоров. Ещё дважды он повторял это достижение (в 2001 и 2004 годах). В 2003 и 2005 годах француз выигрывал юниорские чемпионаты мира в дисциплине скит.
В 2004 году Терра дебютировал на Олимпийских играх. В Афинах он поразил в квалификации 121 мишень, как и действующий олимпийский чемпион Николай Мильчев. Однако этого оказалось недостаточно для прохода в финал и француз разделил восьмое место.
В 2008 году в Пекине он выступил успешнее. В квалификации он расположился на втором месте с результатом 120, а в финале допустил один промах, разделив с киприотом Николаидисом третье место. В перестрелке за бронзу Терра разбил три мишени, в то время как Николаидис допустил промах, что принесло французу бронзовую медаль.
На Играх в Лондоне француз выступил неудачно. Он поразил 117 мишеней и стал 17-м, не пройдя в финальный раунд.
В 2014 году на чемпионате мира в Гранаде француз впервые в карьере поднялся на подиум чемпионата мира, уступив в финальном поединке россиянину Александру Землину. Через год на первенстве мира в Лонато Терра безошибочно прошёл квалификацию, полуфинал и финал. Однако в финале стопроцентный результат также показал двукратный олимпийский чемпион Винсент Хэнкок. В перестрелке француз промахнулся в восьмую мишень (суммарно своим 164-м выстрелом) и стал только лишь серебряным призёром.